# San Lorenzo Axocomanitla
San Lorenzo Axocomanitla är en ort i Mexiko.   Den ligger i kommunen San Lorenzo Axocomanitla och delstaten Tlaxcala, i den sydöstra delen av landet, 90 km öster om huvudstaden Mexico City. San Lorenzo Axocomanitla ligger 2 212 meter över havet och antalet invånare är 5 007.
Terrängen runt San Lorenzo Axocomanitla är huvudsakligen platt, men österut är den kuperad. Runt San Lorenzo Axocomanitla är det mycket tätbefolkat, med 1 632 invånare per kvadratkilometer. Närmaste större samhälle är Cholula, 18,7 km söder om San Lorenzo Axocomanitla. I omgivningarna runt San Lorenzo Axocomanitla växer huvudsakligen savannskog.